# Kastanoússa
Kastanoússa (Kastanoussa) är en ort i Grekland.   Den ligger i prefekturen Nomós Serrón och regionen Mellersta Makedonien, i den norra delen av landet, 400 km norr om huvudstaden Aten. Kastanoússa ligger 279 meter över havet och antalet invånare är 592.
Terrängen runt Kastanoússa är varierad.Runt Kastanoússa är det ganska glesbefolkat, med 26 invånare per kvadratkilometer. Närmaste större samhälle är Drosáto, 14,5 km sydväst om Kastanoússa. Omgivningarna runt Kastanoússa är en mosaik av jordbruksmark och naturlig växtlighet.